# 메건 힐티
메건 힐티(Megan Hilty, 1981년 3월 29일 ~ )는 미국의 배우이다.

## 출연 작품
- 리틀 프린세스 소피아 : 진정한 용기 (2018)
- 리틀 프린세스 소피아: 신비한 섬 (2017)
- 그 규칙은 당신에게 적용되지 않아요 (2016)
- 팅커벨 5: 해적요정 (2014)
- 션 세이브 더 월드 (2013)
- 스매쉬 2 (2013)
- 오즈의 마법사: 돌아온 도로시 (2013)
- 팅커벨 4 : 날개의 비밀 (2012)
- 스매쉬 1 (2012)
- 왓 해픈스 넥스트 (2011)